# Wilton (North Yorkshire)
Wilton è un villaggio e parrocchia civile dell'Inghilterra, appartenente alla contea del North Yorkshire.